# Achall Corona
L'Achall Corona è una struttura geologica della superficie di Venere.